# 理想 (序理论)
在数学分支序理论中，理想是偏序集合的一個特殊子集。尽管这个术语最初演化自抽象代数中环理想概念，它后来被一般化为一个不同的概念。理想对于序理论和格理论中的很多构造是非常重要的。

## 基本定义
序理论中理想的最一般的定义如下：
偏序集合(P,≤)的非空子集I称为一个理想，若I满足：
1. I是下闭的。即，∀x ∈ I, y ∈ P, y ≤ x ⇒ y ∈ I。
2. I是有向的。即，∀x,y ∈ I，∃z ∈ I，使x ≤ z，y ≤ z。

理想最初只在格上定义。与上述定义等价的定义如下：
格(P,≤)的非空子集I是理想，当且仅当：
1. I是下闭的。
2. I对于有限并（上确界）运算封闭，即，∀x,y ∈ I，有x ∨ y ∈ I。

### 相关概念
- 理想的序对偶概念（用≥代替≤，用∧代替∨），是滤子。
- 术语有序理想或有序滤子有时用于任意的下部集合或上部集合，本文只使用“理想/滤子”和“下闭/上闭集合”来避免混淆。
- 真理想：偏序集合(P,≤)的理想I被称为真理想，若I ≠ P。
- 包含一个给定元素p的最小理想称为主理想，p被称为该理想的主元素。主元素为p的主理想↓p = { x ∈ P | x ≤ p }。

## 素理想
一种特殊情况的理想是它的集合论补集是滤子的那些理想，滤子就是逆序的理想。这种理想叫做素理想。还要注意，因为我们要求理想和滤子非空，所有素理想都是真理想。对于格，素理想可以特征化为如下：
格(P,≤)的真理想I是素理想，当且仅当：∀x, y ∈ P，有x ∧ y ∈ I ⇒ x ∈ I或y ∈ I。
很容易发现这个定义实际上等价于声称P - I是滤子（它是在对偶意义上的素滤子）。
对于完全格有完全素理想的概念。它定义为带有额外性质的真理想I，只要某个任意集合A的交（下确界）在I中，A的某个元素也在I中。所以它是扩展上述条件到无穷交的特殊素理想。
素理想的存在一般是不明显的，并且在Zermelo-Fraenkel集合论中经常不能得出满意数量的素理想。这个问题在各种素理想定理中讨论，它们对于很多需要素理想的应用是必须的。

## 极大理想
一个理想I是极大理想，如果它是真理想并且没有真理想J是严格大于I的集合。类似的，滤子F是极大滤子，如果它是真滤子并且没有严格大于它的真滤子。
当一个偏序集合是分配格的时候，极大理想和滤子必然是素的，而这个陈述的逆命题一般为假。
极大滤子有时叫做超滤子，但是这个术语经常保留给布尔代数，这里的极大滤子（理想）是对于每个布尔代数的元素a，精确的包含元素{a, ¬a}中的一个的滤子（理想）。在布尔代数中，术语“素理想”和“极大理想”是一致的，术语“素滤子”和“极大滤子”也是一致的。
还有另一个有趣的理想的极大性概念：考虑一个理想I和一个滤子F，使得I不相交于F。我们感兴趣于在所有包含  I并且不相交于F的所有理想中极大的一个理想M。在分配格的情况下，这样的一个M总是素理想。这个陈述的证明如下。
证明：假定理想M关于不相交于滤子F是极大性的。假设M不是素理想的一个矛盾，就是说，存在着一对元素a和b使得a{\displaystyle \wedge }b在M中但是a和b都不在M中。考虑对于所有M中的m，m{\displaystyle \vee }a不在F中的情况。你可以通过采用这种形式的所有二元交的向下闭包构造一个理想N，也就是N = { x | x≤ m{\displaystyle \vee }a对于某些M中的m}。很容易的察觉N确实是不相交于F的理想，它严格的大于M。但是这矛盾于M的极大性进而M不是素理想的假定。
对于其他情况，假定有某个M中的m带有m{\displaystyle \vee }a在F中。现在如果在M中任何元素n使n{\displaystyle \vee }b在F中，你会发现(m{\displaystyle \vee }n){\displaystyle \vee }b和(m{\displaystyle \vee }n){\displaystyle \vee }a都在F中。但因此它们的交在F中，通过分配性，(m{\displaystyle \vee }n) {\displaystyle \vee }(a{\displaystyle \wedge }b)也在F中。在另一方面，这个M的元素的有限交明显的M中，使得假定的n的存在性矛盾于两个集合不相交性。因此M的所有元素n有不在F中的与b的交。因此你可以应用上述与b的构造代替a来获得严格的大于M而不相交于F的一个理想。证明结束。
但是，一般而言是否存在这个意义上极大的任何理想M。然而如果我们在我们的集合论中假定选择公理，那么可以正式对于所有不相交的滤子-理想-对的M的存在。在要考虑的次序是布尔代数的特殊情况下，这个定理叫做布尔素理想定理。它严格的弱于选择公理，而理想的很多集合论应用不需要更多的东西了。

## 应用
理想和滤子的构造在序理论的很多应用中是非常重要的工具。
- 在Stone布尔代数表示定理中，使用极大理想（或等价的通过反映射超滤子）来获得拓扑空间的点集，它的闭开集同构于最初的布尔代数。

- 序理论有很多完全过程，把偏序集合变成带有额外的完备性性质的偏序集合。例如，一个给定偏序P的理想完全是P通过子集包含排序的所有理想的集合。这个构造产生了P所生成自由的有向完全偏序。进一步的理想完全充当从它的紧致元素的集合重新构造任何代数有向完全偏序。

## 历史
理想由Marshall H. Stone首先介入，它的名字起源自抽象代数的环理想。这个术语源于如下事实，利用布尔代数和布尔环的范畴同构，这两个概念实际是一致的。

## 文献
理想和滤子是序理论的最基本概念。参见序理论和格理论，和布尔素理想定理中的介绍。
一个在线免费专著：
- Burris, Stanley N., and H.P. Sankappanavar, H. P., 1981. A Course in Universal Algebra. （页面存档备份，存于）  Springer-Verlag. ISBN 3-540-90578-2.